# Möðruvallabók
Möðruvallabók er et håndskrift fra ca. 1320-1350 som indeholder teksten til 11 islændingesagaer. For mange af dem er det den ældste og bedste tekstkilde og betragtes som en vigtig kilde til sagalitteraturen. Manuskriptet kendes også som AM 132 fol., som er dets katalognummer i den Arnamagnæanske Samling.
Håndskriftet indeholder i denne rækkefølge: Njáls saga, Egils saga, Finnboga saga ramma, Sambandsmennenes saga, Kormáks saga, Víga-Glúms saga, Droplaugsønnenes saga, Ölkofra þáttr, Hallfreðar saga, Laksdøla saga og Fosterbrødrenes saga. 
Manuskriptet består af 200 pergamentblade, indbundet i træplader. 189 af pergamenterne er fra 1300-tallet og er skrevet med den samme håndskrift som også findes i seks andre, mindre håndskrifter med kirkelige tekster. Nogle af versene er skrevet med en anden hånd, som kendes fra Jónsbók og andre tekster. Det er antagelig skrevet på Nordisland. Ud over de 189 pergamenter er 11 manglende blade erstattet med yngre blade fra 1600- og 1700-tallet. 
Håndskriftet fik sit navn da det blev trykt i 1880 i bind I af Íslenzkar fornsögur. Navnet har baggrund i at den daværende ejer lagmand Magnus Björnsson skrev sit navn i bogen 3. maj 1628, og stedfæstede den til "Möðruvöllum í Hörgárdal". Magnus' søn Bjørn Magnusson havde håndskriftet med til København i 1684 og gav det til arkivaren Thomas Bartholin. Etfer hans død i 1690 kom skriftet i Árni Magnússons eje. Siden 1974 har det været i Árni Magnússon-instituttet i Reykjavik. 